# Llano de Mallorca
El Llano de Mallorca (en catalán Pla de Mallorca) es una comarca española situada en la parte centro-norte de la isla de Mallorca, en la comunidad autónoma de las Islas Baleares. Este territorio se encuentra a las orillas del mar Mediterráneo, que configura su espacio al noreste. Limita con el Raiguer al oeste, Palma al suroeste, el Migjorn al sur y el Levante al este.
Está formada por dieciséis municipios, de los cuales el más poblado es Santa Margarita, y el más extenso Algaida; por el contrario, el municipio con menor número de habitantes es Ariañy, y el de menor superficie Costich. Su capital tradicional e histórica es la villa de Petra.
Como el resto de las comarcas baleares, sólo está reconocida a nivel geográfico, pero no a nivel político. Desde 1982 existe una entidad llamada Mancomunidad del Llano de Mallorca y que agrupa a la mayoría de municipios de la comarca —todos menos Muro y Santa Margarita—. Fue creada para hacer posible la implantación de algunos servicios públicos que de manera individual no podían asumirse.

## Municipios
La comarca está conformada por los siguientes municipios:
|                        | Municipio              | Superficie | Población (2020) | Densidad | Ayto. (2019) | Pedanías                                                                |
| ---------------------- | ---------------------- | ---------- | ---------------- | -------- | ------------ | ----------------------------------------------------------------------- |
| Algaida                | Algaida                | 89,78      | 5.793            | 64,52    | PSOE         | Pina y Randa                                                            |
| Ariañy                 | Ariañy                 | 23,14      | 902              | 38,98    | EL PI        |                                                                         |
| Costich                | Costich                | 15,37      | 1.329            | 86,47    | EL PI        |                                                                         |
| Lloret de Vista Alegre | Lloret de Vista Alegre | 17,44      | 1.437            | 82,4     | ELL          |                                                                         |
| Llubí                  | Llubí                  | 34,92      | 2.298            | 65,81    | MÉS-APIB     |                                                                         |
| María de la Salud      | María de la Salud      | 30,52      | 2.245            | 73,56    | XM-APIB      |                                                                         |
| Montuiri               | Montuiri               | 41,13      | 2.987            | 72,62    | MÉS-APIB     |                                                                         |
| Muro                   | Muro                   | 58,61      | 7.394            | 126,16   | CDM          | Playa de Muro (Platja de Muro)                                          |
| Petra                  | Petra                  | 70,04      | 2.942            | 42       | EL PI        |                                                                         |
| Porreras               | Porreras               | 86,91      | 5.576            | 64,16    | EL PI        |                                                                         |
| Sancellas              | Sancellas              | 52,86      | 3.370            | 63,75    | EL PI        | Biniali, Ca's Caná, Jornets y Ruberts                                   |
| San Juan               | San Juan               | 38,54      | 2.145            | 55,66    | EL PI        |                                                                         |
| Santa Eugenia          | Santa Eugenia          | 20,25      | 1.641            | 81,04    | PSOE         | Alquerías (ses Alqueries), Cuevas (ses Coves) y Ollerías (ses Olleries) |
| Santa Margarita        | Santa Margarita        | 86,51      | 12.797           | 147,93   | C-EL PI      | Ca'n Picafort y Son Serra de Marina                                     |
| Sinéu                  | Sinéu                  | 47,74      | 4.030            | 84,42    | PP           |                                                                         |
| Villafranca de Bonany  | Villafranca de Bonany  | 23,96      | 3.466            | 144,66   | PxP          |                                                                         |
|                        | TOTAL                  | 737,72     | 60.352           | 81,81    |              |                                                                         |

## Geografía
La comarca se sitúa en la depresión central mallorquina, formada principalmente por rocas calcáreas de origen marino, entre las dos cadenas montañosas de la isla: la sierra de Tramontana y la de Levante. La parte más central presenta una notable complejidad geológica, con terrenos plegados de diferentes edades y litología, montes (cerros) y valles. La altura de los montes no suele sobrepasar de los 300 metros.

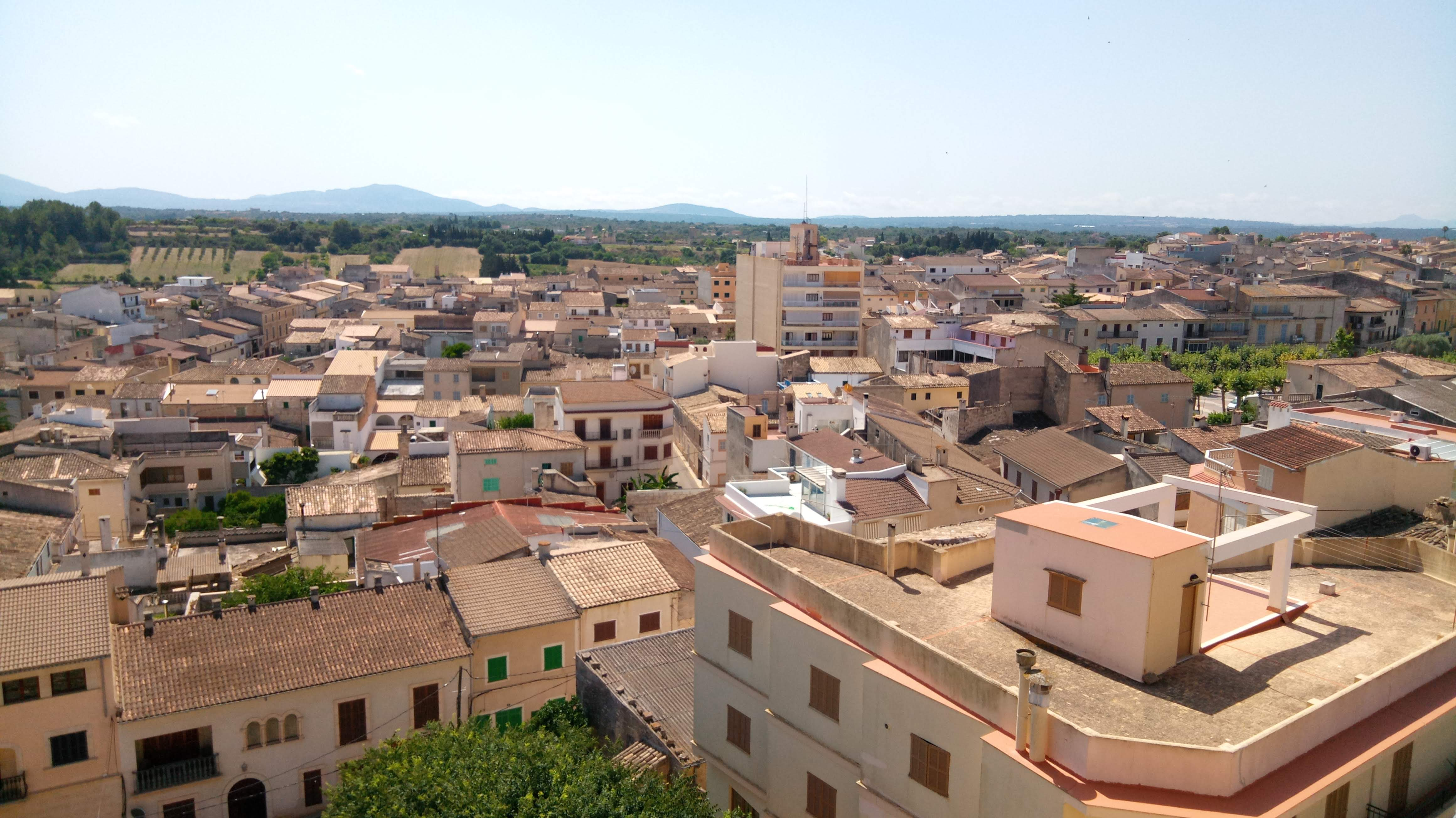
Vista de la localidad de Santa Margarita, en el Llano

Hidrológicamente el Llano está atravesado por varios torrentes y afluentes que discurren hacia la bahía de Alcudia: torrentes de Son Bauló, Son Real y Na Borges; hacia la Albufera de Mallorca: torrentes de Muro y San Miguel-Búger; hacia la bahía de Palma: a través del sistema del torrente de Punxuat-barranco de la Atalaya, del barranco de Son Gual, y otros cursos; o hacia la depresión de Campos: una serie de cursos que convergen al torrente de Son Barbut, que a la vez es afluente del torrente de Son Xorc, dentro de la comarca del Migjorn. Aparte hay dos acuíferos subterráneos importantes: el de la plana La Puebla-Muro, que alcanza la comarca del Raiguer y la parte septentrional del Llano de Mallorca, y el de Sa Marineta, en la parte suroriental de la bahía de Alcudia, de explotación humana dificultosa dado que se saliniza fácilmente.

### Clima

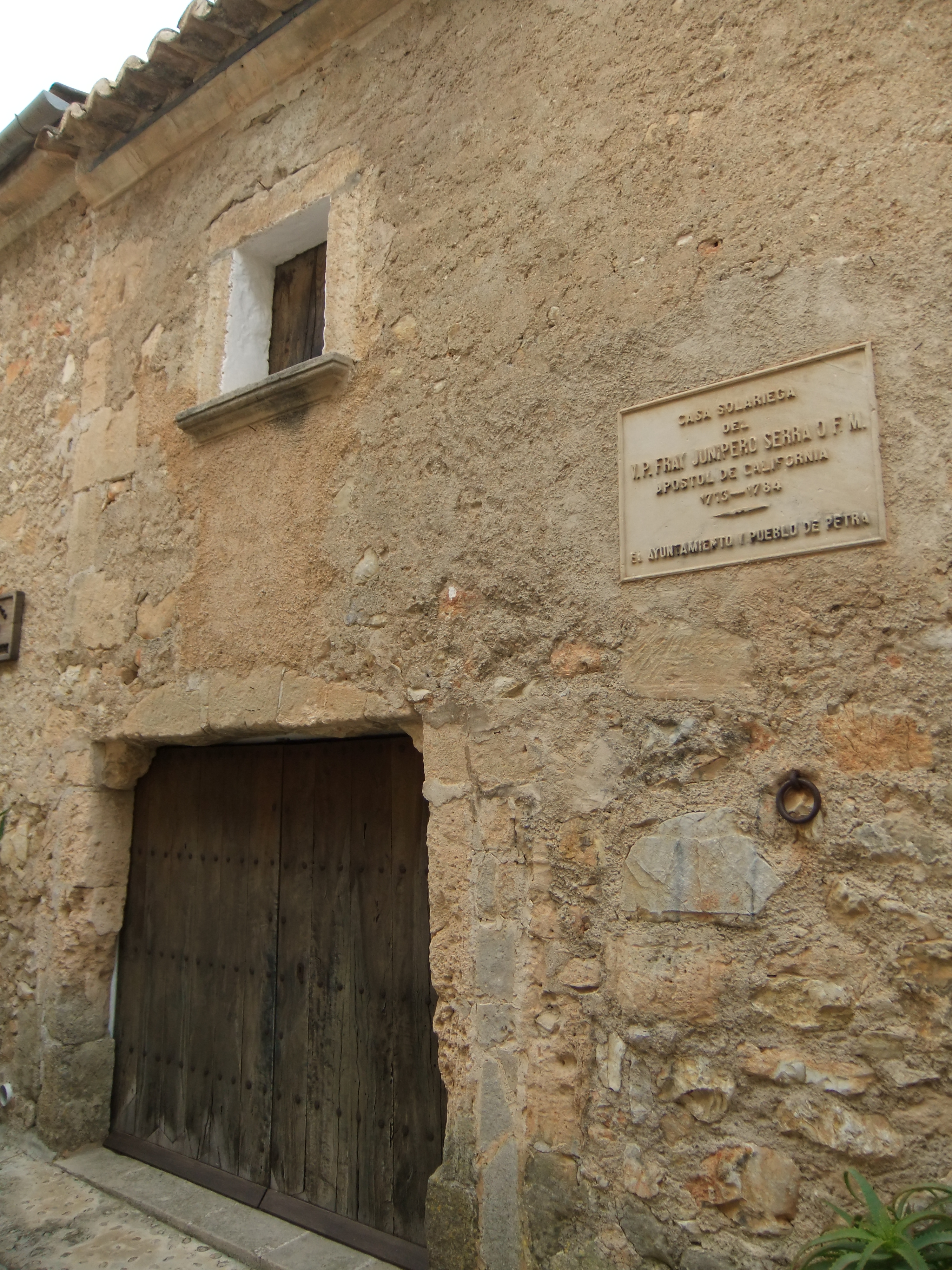
Casa natal de Fray Junípero Serra en Petra

El clima es el típico mediterráneo: periodo seco y caluroso en verano –con 25 °C de media en julio y el agosto–, inviernos no muy fríos y con transiciones de primavera y otoño relativamente húmedas y lluviosas. Sin embargo, se dan algunas características específicas en el Llano: la diferencia entre las temperaturas medias de los meses extremos suele ser más acusada que en el resto de la isla, puesto que el efecto menor del mar provoca en el Llano unas condiciones más continentales que en el resto de la isla. Se pueden producir precipitaciones muy intensas como en otros lugares de la isla, que pueden superar los 200 mm en unas pocas horas, principalmente los meses de otoño.